# Lild Strand og Lild Strandkær
Lild Strand og Lild Strandkær este o arie protejată (arie specială de conservare — SAC, sit de importanță comunitară — SCI) din Danemarca întinsă pe o suprafață de 749 ha, integral pe uscat.

## Localizare
Centrul sitului Lild Strand og Lild Strandkær este situat la coordonatele 57°07′42″N 8°54′43″E / 57.128333°N 8.911944°E.

## Înființare
Situl Lild Strand og Lild Strandkær a fost declarat sit de importanță comunitară în februarie 1998 pentru a proteja un număr necunoscut de specii din flora spontană și fauna sălbatică aflate în arealul zonei. Situl a fost protejat și ca arie specială de conservare în decembrie 2011.

## Biodiversitate
Situată în ecoregiunea atlantică, aria protejată conține 12 habitate naturale: Lacuri și iazuri distrofice naturale, Dune mobile cu vegetație embrionară, Dune de coastă fixe cu vegetație erbacee („dune gri”), Dune cu Salix repens ssp. argentea (Salicion arenariae), Dune cu Hyppophaë rhamnoides, Dune mobile de-a lungul țărmului cu Ammophila arenaria („dune albe”), Mlaștini turboase de tranziție și turbării mișcătoare, Dune fixe decalcificate cu Empetrum nigrum, Depresiuni intradunale umede, Ape oligotrofe din câmpii nisipoase, cu un conținut foarte redus de minerale (Littorelletalia uniflorae), Pajiști uscate europene, Cursuri de apă de la nivel de câmpie la nivel montan, cu vegetație Ranunculion fluitantis și Callitricho-Batrachion.
La baza desemnării sitului se află un număr nedeclarat de specii protejate.